# Ерік Скавеніус
Ерік Юліус Кристіан Скавеніус (13 липня 1877 — 29 листопада 1962) — данський політик, міністр закордонних справ (1909—1910, 1913—1920 та 1940—1943) і Державний міністр (1942—1943). Обіймав посаду міністра закордонних справ у найважливіші періоди новітньої історії Данії, в тому числі під час Першої світової війни, референдуму з приводу повернення північної частини Шлезвігу Данії, а також під час німецької окупації. Був членом верхньої палати данського парламенту у 1918—1920 та 1925—1927 роках, представляючи Соціальну ліберальну партію.